# 포시 앤드 벡스

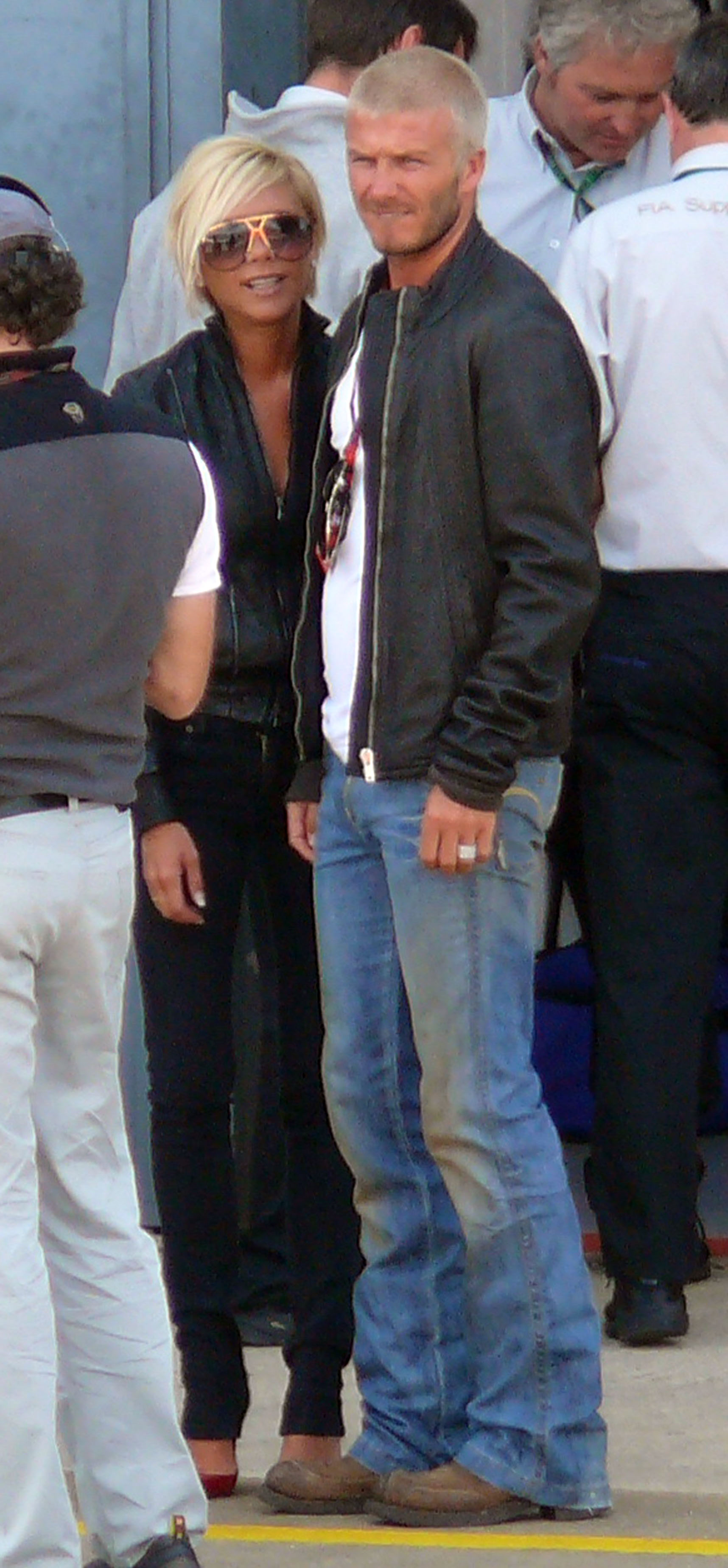
2007년 베컴 부부

포시 앤드 벡스(영어: Posh and Becks)는 잉글랜드의 셀러브리티 슈퍼 커플 빅토리아 베컴 (결혼 전 성씨는 아담스(Adams), 스파이스 걸스의 "포시 스파이스"(Posh Spice)과 데이비드 베컴 (축구선수로 이전의 잉글랜드 팀 주장)을 미디어에서 부르는 애칭이다. Posh & Becks는 또한 전기 작가로 유명한 앤드류 모튼의 책 이름이다.

## 유래
"포시 앤드 벡스"(Posh and Becks)는 2001년 하퍼 콜린스의 축약 된 영어 사전의 단어에 포함되었다. "포시 앤드 벡스" 용어는 특히 신문과 기타 미디어에 헤드라인으로 흔히 사용되고 있으며, 영국 대중 문화 내에서 널리 사용 및 인식 되고 있다.

## 커플
베컴 부부는 1997년 데이트를 시작했고, 대중 미디어에 의한 용어로 사용되었다. 그들은 1999년 영국 내의 언론과 대중들의 많은 주목을 받으며 성대한 결혼식을 올렸고, 잉글랜드, 하트포드셔 주에 구입한 저택은 얼마 안 되어 미디어로부터 버킹엄 궁전이라는 애칭으로 불리었다. 베컴 부부는 2007년 자신들의 이름을 딴 제목의 전기 책 Posh & Becks를 미국에서 출간했다.
베컴 부부는 네 명의 자녀; 세 아들 브루클린 조셉 베컴, 로미오 제임스 베컴, 크루즈 데이비드 베컴과 딸 하퍼 세븐 베컴을 두고 있다.

## 같이 보기
- 브란젤리나